# Sthenictis
Sthenictis és un gènere extint de mamífers carnívors de la família dels mustèlids que visqueren a Àsia i Nord-amèrica durant el Miocè, fa entre 9 i 17,5 milions d'anys. Se n'han trobat restes fòssils al Canadà, els Estats Units i la Xina. És un dels gèneres de mustèlids del Miocè més coneguts. Les espècies d'aquest grup tenien les dents premolars inferiors senzilles. S. lacota era més grossa que S. bellus, S. junturensis, S. neimengguensis i S. robustus. El nom genèric Sthenictis significa ‘mostela forta’.